# Andrena africana
Andrena africana är en biart som beskrevs av Heinrich Friese 1909. Andrena africana ingår i släktet sandbin, och familjen grävbin. Inga underarter finns listade i Catalogue of Life.